# A.N. Hansen
Andreas Nicolai Hansen (14. september 1798 i København – 12. december 1873 sammesteds) var en dansk handelsmand, bror til H.P. Hansen og far til bl.a. Alfred Hansen, Edmund Grut, Gustav Hansen, Harald Hansen og Octavius Hansen.
Slægten efter A.N. Hansen og hans hustru Eliza Grut er meget talrig og omfatter – hvis også spindesiden regnes med – flere kendte personer, bl.a. Karen Blixen, Piet Hein og Aage Marcus. På grund af sin store indflydelse på det danske samfund er slægten også blevet kaldt "de adelige Hansen'er". Den seneste slægtsopgørelse, der udkom i bogform 2007, opregner ikke færre end 1.238 efterkommere af Hansen-parret.

## Oplæring og karriere
A.N. Hansen fødtes i København 14. september 1798. Hans forældre var vinhandler Gotfred Hansen og Anna Catharine f. Weinreich. Efter at have gået i Efterslægtselskabets Skole kom han i en ung alder på kontoret hos Joseph Hambro, hvor han fik en fortrinlig forretningsuddannelse og tidlig fik lejlighed til at se sig om i verden. 1819 rejste han ud for at varetage Hambros forretninger på øerne Jersey og Guernsey, der tjente som anløbssteder for Hambros skibe på deres oversøiske farter. 1821 assisterede han Hambros kompagnon Gerson under afslutningen af det dansk-engelske lån, og 1822 tog han til Christiania for at føre tilsyn med toldintraderne, der var stillede som sikkerhed for det med Hambro afsluttede statslån. Her oprettede han samtidig under eget navn en forretning, drev navnlig i større omfang kornhandel og fik hurtig en stærkt fremskudt position i den dengang ubetydelige handelsby. Opholdet her blev imidlertid kun kort. Da Gerson døde 1824, ønskede Hambro, at Hansen skulle komme tilbage til København. Hans tilbøjelighed gik nærmest i retning af at blive i Christiania, hvor han anså sin stilling for at være grundfæstet, og hvor han havde stiftet familie, i det han havde ægtet Emma Eliza Grut, datter af præsten Grut på Guernsey, hvis bekendtskab han havde gjort under sit ovenfor omtalte ophold på denne ø; men han gav efter for Hambros fristende tilbud om at optage ham som associé på gunstige betingelser. Af Hambros omfattende forretningsvirksomhed var det mindre bankiervirksomheden, men især vareforretningen og dampmøllen, der beskæftigede og interesserede Hansen dog var det ikke den egentlige tekniske ledelse af mølleriet, som han beskæftigede sig med, da han i denne henseende manglede uddannelse, men han havde et betydeligt talent for den administrative, kommercielle og finansielle ledelse og i det hele for den side af den industrielle virksomhed, der er nærmere beslægtet med den egentlige handelsforretning. 1836 etablerede han sig selv for udelukkende at hellige sig til de omtalte grene af virksomheden. Da Hambro tog til London, overtog Hansen 1840 hans store industrielle etablissementer på Christianshavn og den i forbindelse med disse stående omfattende handelsvirksomhed. Disse forretninger fortsatte han først i forening med sin svoger, englænderen Alfred Mansell, derefter alene og senere i forbindelse med sine sønner Alfred og Harald Hansen med dygtighed, energi og held førte han forretningen videre, væsentlig i de samme retninger, hvori den var påbegyndt i Hambros tid, og han samlede sig efterhånden en meget betydelig formue. Han deltog i forretningen lige til sin død; men i de senere aar gik dog den væsentligste del af ledelsen over i sønnernes hænder.

## Virke for handelsstanden
1829 valgtes han til medlem af Grosserersocietetets komité, og efter L.N. Hvidts død 1856 blev han komiteens formand. Den, der beklæder denne stilling, betragtes i almindelighed som den københavnske handelsstands leder, og Hansen var på grund af sin indsigt og store arbejdsdygtighed vel skikket til at udfylde en sådan plads. En stor del af børsverdenen så stadig op til ham som til sin første mand, og hans popularitet var betydelig, om end hans stærke følelse af sit eget værd i forbindelse med hans heftige natur af og til kunne føre til ret alvorlige sammenstød. Med sine kolleger i komiteen stod han på en god fod. Skønt det vistnok i det hele var et stærkt fremtrædende karaktertræk hos ham, at han om ethvert spørgsmål dannede sig sin egen selvstændige mening og var højst utilbøjelig til at rette sig efter gængse anskuelser, og skønt han i mange henseender hørte til dem, for hvem det falder vanskeligt at arbejde sammen med andre, lod han dog ved behandlingen af komiteens sager med velvilje de modstridende opfattelser komme til orde og var villig til at rette sig efter sine kollegers anskuelse ved sagernes afgørelse. Hansen var i mange år (fra 1839 til sin død) formand for de private assurandører og i adskillige år medlem af Nationalbankens repræsentantskab, og efter hans broders, Hans Peter Hansens, død 1861 valgtes han til direktør for banken, men modtog ikke valget, da han ikke kunde forene det daglige arbejde i banken med sin private forretning og ikke ønskede at opgive denne. I 1857 var han medstifter af Privatbanken.

## Politiske synspunkter
Fra 1842-44 var han stænderdeputeret, hvortil han vistnok navnlig valgtes på grund af sine betingelser for deltagelse i kommercielle sagers behandling, men senere tog han ikke nogen aktiv del i det politiske liv. Han afslog så vel en udnævnelse til kongevalgt medlem af den grundlovgivende rigsforsamling som et senere valg (1854) til Landstinget. Grunden til denne tilbageholdenhed var ikke alene mangel på tid, men også misfornøjelse med den politiske udvikling efter martsdagene. Han var en modstander af den national-liberale udenrigspolitik, og til trods for, at han på adskillige punkter nærede frisindede anskuelser og ikke var bange for skarpt og radikalt at kritisere gammeldags meninger og institutioner, var hele den politiske frihedsudvikling ham imod. Den almindelige valgret stod for ham som et stort misgreb. 1864 sluttede han sig til Augustforeningen.
I øvrigt var han ingenlunde blottet for interesse for sager, der lå uden for forretningslivet. Han læste meget, holdt af at diskutere om politiske, litterære og videnskabelige spørgsmål, var en livlig debattør og kunde med betydelig veltalenhed udvikle sine meninger, der i overensstemmelse med hans natur altid havde en vis originalitet. Af komiteer og bestyrelser for selskaber til offentlige formåls fremme var han sjælden medlem. Han følte sig ikke forpligtet til at afse tid fra sin egen virksomhed til sådant arbejde, det skulle da være, at han havde fået en særlig interesse for en enkelt sag, således som tilfældet fx var med arbejdet for blindes selvvirksomhed, for hvis fremme han udfoldede en særdeles betydelig virksomhed. Fra 1834 var han medlem af bestyrelsen for Selskabet til Naturlærens Udbredelse. Han nærede stor interesse for landvæsenet og var fra 1833 medlem af Landhusholdningsselskabets handelskomité.
Selv ejede han til forskellige tider flere store gårde, således på Sjælland en tid Kokkedal og senere Øregård ved Strandvejen, i Jylland Tirsbæk ved Vejle Fjord og Nørre Holmegård ved Lemvig. På alle disse ejendomme fulgte han driften med stor interesse og deltog selv med iver i dens ledelse, om han end på det egentlige landbrugs område ikke drev det videre end til at være en begavet dilettant.
I København lod han 1835 opføre et palæ (Hansens Palæ) i Bredgade ved Jørgen Hansen Koch.
Hansen blev 1852 udnævnt til etatsråd, 1841 til Ridder af Dannebrog, 1858 til Dannebrogsmand og og 1873 til Kommandør 2. grad. Han døde 12. december 1873 og er begravet på Gentofte Kirkegård. A.N. Hansens Allé i Hellerup er opkaldt efter ham.
Der findes et maleri af C.A. Jensen 1838 (Oslo). Han er også portrætteret på gruppebillede fra begyndelsen af 1830'erne (privateje). Træsnit af C.L. Sandberg 1873. Litografi 1874.